# Gare d’Hettange-Grande
Gare d’Hettange-Grande vasútállomás Franciaországban, Hettange-Grande településen.

## Vasútvonalak
Az állomást az alábbi vasútvonalak érintik:
- Metz-Ville-Zoufftgen-vasútvonal

## Kapcsolódó állomások
A vasútállomáshoz az alábbi állomások vannak a legközelebb:
- Bettembourg vasútállomás
- Gare de Thionville